# پیتر وویت
 پیتر وویت (انگلیسی: Peter Woit؛ زاده ۱۱ سپتامبر ۱۹۵۷) یک فیزیک‌دان در زمینه فیزیک نظری اهل ایالات متحده آمریکا است.